# بیرتوم
بیرتوم (𒀭𒁉𒅕𒌈، همچنین بیردو نوشته می‌شد) خدای بین‌النهرینی و شوهر نونگال بود. او به عنوان خدایی مرتبط با جهان زیرین در نظر گرفته می‌شد.

## شخصیت
نام بیرتوم در زبان اکدی به معنای «بند» یا «غل و زنجیر» است و او احتمالاً خدایی چنین اشیایی بوده است. در حالی که این کلمه از نظر دستوری مؤنث است، این خدا مرد در نظر گرفته می‌شد. کلمه مشابه، birdu («جوش»)، از نظر ریشه‌شناختی با نام او ارتباطی ندارد. 

## ارتباط با سایر خداییان
بیرتوم شوهر نونگال، الهه زندان‌ها بود. گفته شده که او پسر انلیل بوده است، زیرا همسرش در مواردی به عنوان عروس این خدا خطاب شده است.

## اساطیر
ر نسخه‌ای متأخر از افسانه آنزو، انلیل از دستیارش نوسکا می‌خواهد تا بیرتوم را احضار کند. در حالی که قطعه‌ای که در آن به بیرتوم توضیح می‌دهد که چرا به کمک او نیاز دارد وجود ندارد، در بخش بعدی متن از طرف انلیل به نینورتا (که او را ارباب خود خطاب می‌کند) تبریک می‌گوید و از او می‌خواهد که لوح سرنوشت‌ها را پس از شکست آنزو برگرداند. نینورتا او را سرزنش می‌کند و می‌گوید که این شی را برای خودش نگه می‌دارد.